# Netta Barzilai
Netta Barzilai és una cantant israeliana de pop i beat-box. Va ser la guanyadora de Eurovision 2018 amb la cançó de “Toy”.